# Fontigens holsingeri
The tapered cavesnail, danh pháp hai phần Fontigens holsingeri, là một loài động vật chân bụng thuộc họ Hydrobiidae. Đây là loài đặc hữu của Hoa Kỳ.